# Your Friends & Neighbors
Your Friends & Neighbors (no Brasil, Seus Amigos, Seus Vizinhos; em Portugal, Amigos e Vizinhos) é um filme americano de 1998, uma comédia dramática dirigida por Neil LaBute.

## Sinopse
Situados em uma cidade americana sem nome, dois casais urbanos e de classe média lidam com seus relacionamentos infelizes mentirosamente e tristes na busca da felicidade. Jerry é um instrutor de teatro casado com Terri, uma escritora alienada e insatisfeita com suas habilidades de fazer amor. Jerry e Terri jantam com Mary, uma escritora amiga de Terri, e o marido de Mary, Barry, um executivo de negócios que é inconsciente da infelicidade de sua esposa. Durante o jantar, Mary fala sobre escrever para uma coluna de jornal local sobre casais de brigas e seus problemas, enquanto Barry não acha que outros problemas de casal são a preocupação de outra pessoa. Depois do jantar, Jerry pergunta discretamente a Mary em um encontro. Mary, por frustração, aceita.
No dia seguinte, Terri, visitando uma galeria de arte local, conhece e começa um romance secreto com Cheri (Kinski), uma trabalhadora de galeria de arte lésbica. Terri se sente satisfeita com o amor e goza do silêncio comparado ao desempenho de Jerry.
Enquanto isso, Cary, um médico amigo de Barry, é um predador sexual tortuoso e narcisista que pega e seduz mulheres jovens ingênuas e emocionalmente vulneráveis, e as despele rapidamente por seu cruel prazer em vê-las chorar. Consciente da distância entre Barry e Mary, Cary tenta persuadir Barry de deixar sua esposa para o estilo de vida não-monogâmico que Cary construiu para si. Barry pensa que seu casamento pode ser salvo.
Durante o rendimento de Jerry e Mary em um hotel local, Jerry não consegue se excitar durante as preliminares. Como resultado, ele tira suas frustrações sobre Mary, acreditando que ela o deixou impotente. Irritado e ofendido pela explosão misógina de Jerry, Maria termina abruptamente seu "caso". Ela se sente mais miserável alguns dias depois, quando Barry involuntariamente leva-a para o mesmo quarto de hotel para reavivar seu romance. Mary percebe que Jerry havia dito a Barry sobre estar na sala. Barry não consegue entender a atitude infeliz de Mary e pensa que ele pode ser de alguma forma responsável por isso.
Jerry, Barry e Cary se reúnem para trabalhar na academia local e, na sala de vapor, Barry tenta fazê-los revelar suas melhores experiências sexuais. Barry diz-lhes que ele só se sente satisfeito consigo mesmo. Cary então conta uma história perturbadora sobre sua melhor experiência sexual: participando de uma violação em grupo onde ele e um grupo de amigos sodomizaram um colega de classe do sexo masculino no chão no vestiário em seu internato quando ele era adolescente. Ambos Barry e Jerry estão atordoados, mas fascinados pela história sórdida e maligna de Cary. Quando Barry tenta persuadir Jerry para revelar sua melhor experiência sexual, Jerry se recusa. Depois de ser incansável no vestiário, Jerry responde com raiva que sua melhor experiência sexual foi com a esposa de Barry. Ele então sai, com Barry muito atordoado para responder. Cary, também pego fora da guarda, diz: "
Depois de voltar para casa do ginásio, Barry confronta Maria durante o jantar sobre seu caso com Jerry, assim como Terri descobre acidentalmente sobre a indiscrição de Jerry e, eventualmente, o confronta enquanto faz compras em uma livraria local. Mary e Jerry são unapologetic por sua infidelidade e expressam insatisfação a ambos os cônjuges. Terri revela acidentalmente seu próprio romance lésbico com Cheri, mas não mostra qualquer culpa por sua infidelidade. Jerry logo confronta Cheri na galeria de arte sobre o caso de sua esposa com ela. Cheri também não mostra remorso ou arrependimento por sua relação com Terri, ou com interferência com o casamento problemático de Jerry e Terri. Cheri diz a Jerry que Terri pode fazer muito melhor do que estar com ele.
À medida que o filme chega ao fim, ambos os casados se separam. Terri se move com Cheri, embora ela rapidamente descubra sua necessidade emocional irritante. Jerry continua seu estilo de vida filantino com seus estudantes de teatro feminino. Barry torna-se miserável por si só porque ele não é mais capaz de se dar uma erecção durante a masturbação. Maria revelou-se que se mudou com Cary, que a trata tão friamente como todas as outras mulheres em sua vida, embora esteja grávida de seu filho. O filme fecha Mary e Cary na cama, enquanto Mary percebe que ela ainda está mais infeliz com seu novo relacionamento com o Cary malicioso e sem coração do que ela tinha estado com seu marido sem nome, Barry.

## Elenco
- Amy Brenneman - Mary
- Aaron Eckhart - Barry
- Catherine Keener - Terri
- Nastassja Kinski - Cheri
- Jason Patric - Cary
- Ben Stiller - Jerry